# Batman: The Telltale Series
Pour les articles homonymes, voir Batman (homonymie).
Batman: The Telltale Series est un jeu vidéo d'aventure épisodique développé et édité par Telltale Games, sorti en 2016 sur Microsoft Windows, PlayStation 4, Xbox One, Nintendo Switch, iOS et Android.
Le jeu fait l'objet d'une suite intitulée Batman: The Enemy Within sortie le 8 août 2017.

## Trame

### Synopsis
Le jeu se déroule dans la ville de Gotham. Le joueur a la possibilité d'incarner soit Bruce Wayne, soit Batman. Le joueur doit faire face à des situations qui lui imposent de prendre une décision plutôt qu'une autre pour s'en sortir. Cependant, chaque décision modifie la suite de l'histoire.

## Liste des épisodes
- Épisode 1 : Royaume de l'ombre
- Épisode 2 : Les Enfants d'Arkham
- Épisode 3 : Nouvel ordre mondial
- Épisode 4 : Gardien de Gotham
- Épisode 5 : Ville de lumière

### Personnages
La liste des comédiens interprétant les personnages a été révélée lors de l'E3 2016.
- Bruce Wayne / Batman (Troy Baker)
- Vicki Vale (Erin Yvette)
- Alfred Pennyworth (Enn Reitel)
- Lucius Fox (Dave Fennoy)
- Harvey Dent / Double-Face (Travis Willingham)
- Commissaire James Gordon (Murphy Guyer (en))
- Selina Kyle / Catwoman (Laura Bailey)
- Carmine Falcone (Richard McGonagle)

## Système de jeu
Batman: The Telltale Series est un jeu à choix multiples (à embranchements) dans lequel les actions choisies par le joueur modifie le courant de l'histoire. La narration diffère par la façon dont le joueur agit.

## Développement
L'une des volontés des développeurs était de retranscrire l'aspect comics dans le visuel du jeu, notamment les styles de Jim Lee, Greg Capullo et Neal Adams, trois dessinateurs ayant déjà illustré Batman.